# Posidonienschiefer-Formation
- Humph.-Fm. = Humphriesioolith-Formation
- L.Bk-Fm = Liegende Bankkalk-Formation
- H.Bk-Fm = Hangende Bankkalk-Formation
- Zm-Fm = Zementmergel-Formation
- S.-Fm = Solnhofen-Formation
- Rö.-Fm = Rögling-Formation
- U.-Fm = Usseltal-Formation
- Mö.-Fm = Mörnshein-Formation
- N.-Fm = Neuburg-Formation
- R.-Fm = Rennertshofen-Formation

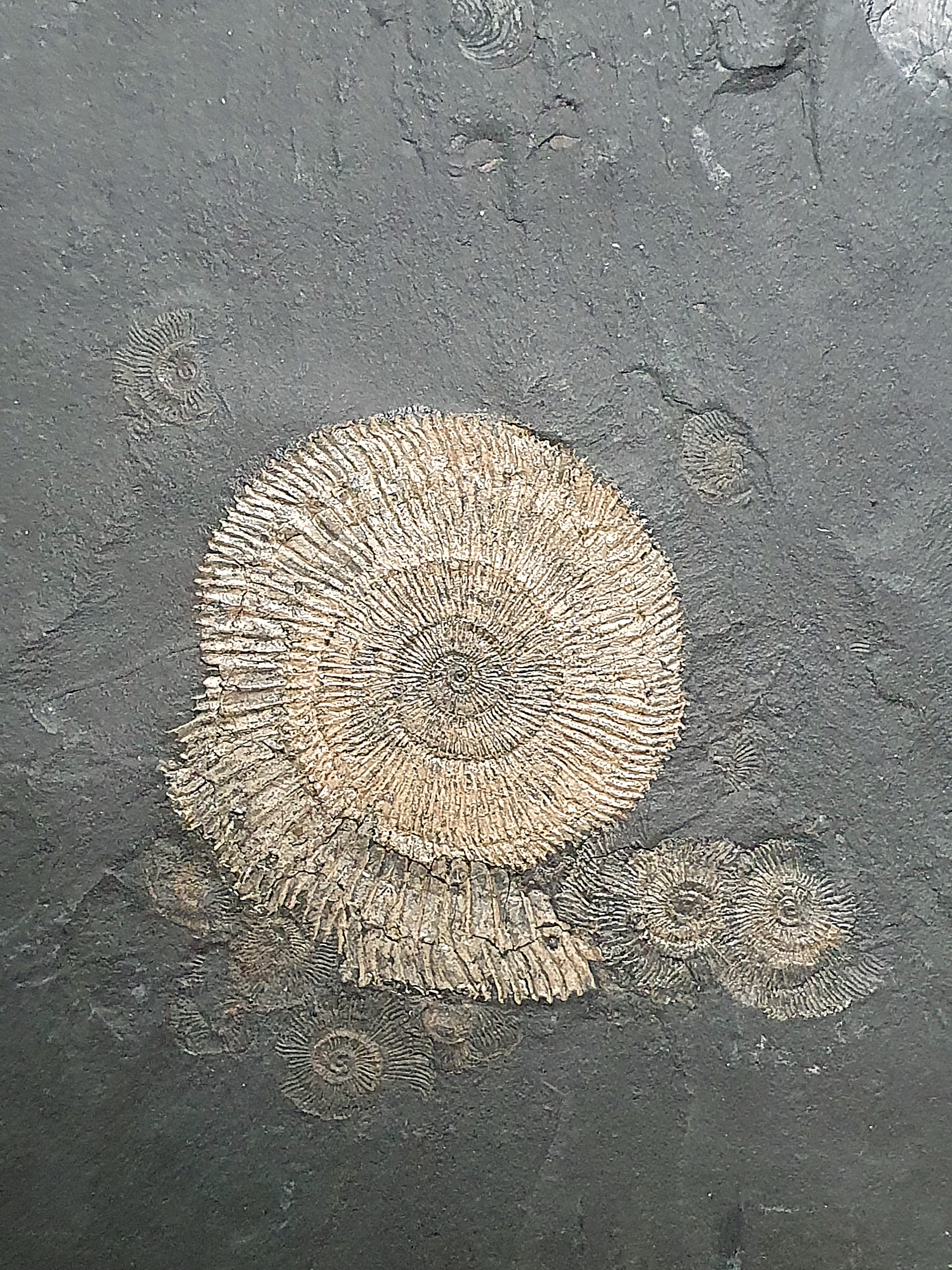
Peronoceras fibulatum (Oberster Wilder Schiefer; Bad Boll). Die Ammonitenart ist fast nur aus der Umgebung von Bad Boll bekannt und wurde von Quenstedt Ammonites bollensis genannt.

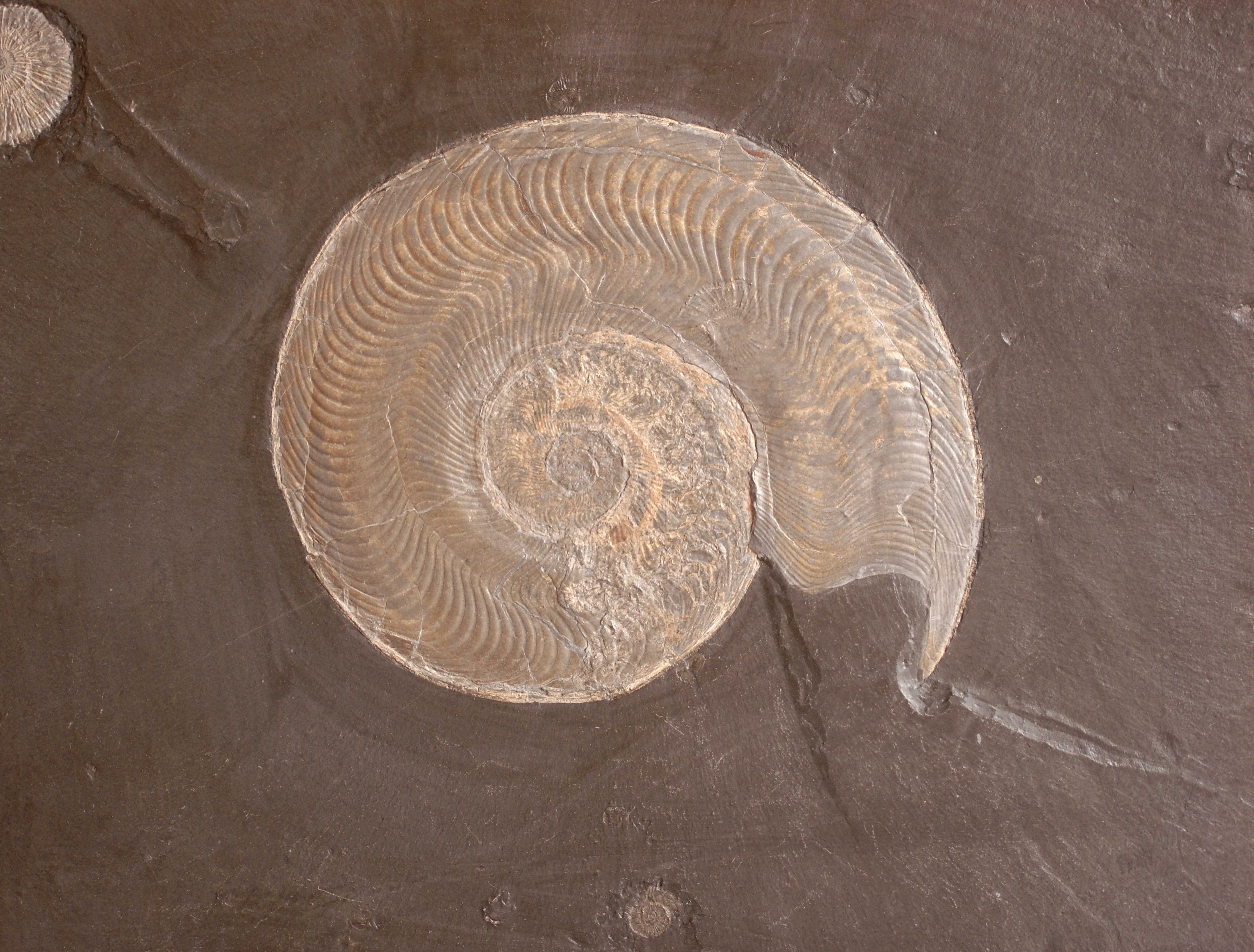
Fossiler Abdruck des Ammoniten Harpoceras falciferum im Posidonienschiefer von Holzmaden

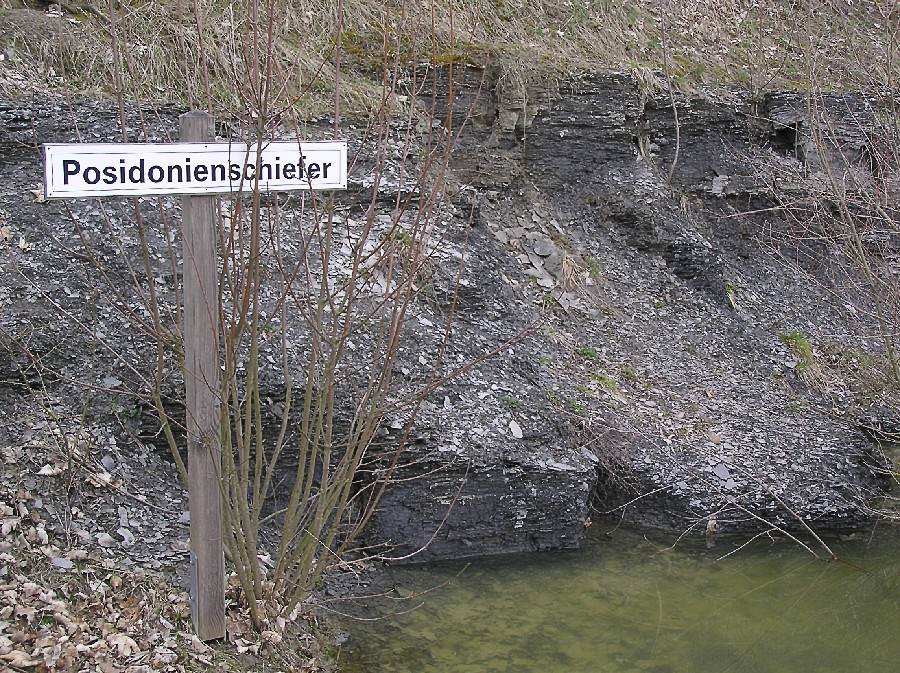
Posidonienschiefer am Beginn des geologischen Lehrpfads auf den Hesselberg

Belemnitenrostrum in Mergel an der Basis des Posidonienschiefers

Die Posidonienschiefer-Formation ist eine lithostratigraphische Formation des Süddeutschen Jura. Sie wird von der Amaltheenton-Formation unterlagert, und von der Jurensismergel-Formation überlagert. Zwischen Posidonienschiefer-Formation und Jurensismergel-Formation ist eine kleinere Schichtlücke ausgebildet.

## Definition
Die Posidonienschiefer-Formation wird mit der Oberkante der höchsten sog. „Costaten-Bank“ definiert. Die Obergrenze ist durch einen Aufarbeitungshorizont definiert, der über einer unterschiedlich großen Schichtlücke liegt. Die Posidonienschiefer-Formation besteht an der Basis aus Mergeln und Mergelkalksteinen mit eingeschalteten bituminösen Lagen. Im mittleren Teil dominieren die bituminösen feingeschichteten Mergel (die sog. „Posidonienschiefer“) bei einigen eingeschalteten bituminösen Kalken. Im oberen Teil nimmt der Gehalt an bituminösen Bestandteilen wieder ab. Die Mächtigkeit erreicht in der Gegend um die berühmten Fossilfundstelle Holzmaden etwa 12 bis 14 m. Im mittleren Oberrheingebiet können bis zu 34 m erreicht werden. Dagegen sind es im südlichen Oberrheingebiet nur etwa 6 m. Die Posidonienschiefer-Formation ist lokal durch sich einschneidende Rinnen unterschiedlich tief erodiert. Daher resultiert in Franken z. B. eine stark unterschiedliche Mächtigkeit von 2 bis 15 m. Die Sedimente der Posidonienschiefer-Formation wurden während des Untertoarcium abgelagert und umfassen die Ammoniten-Zonen des Dactylioceras tenuicostatum (Tenuicostatum-Zone), des Harpoceras falciferum (Falciferum-Zone) und des Hildoceras bifrons (Bifrons-Zone). Durch die lokale Erosion des oberen Teils der Posidonienschiefer-Formation kann die Bifrons- und sogar Teile der Falciferum-Zone fehlen.

## Untergliederung
Die Posidonienschiefer-Formation wird formal nicht weiter unterteilt. Allerdings werden die einzelnen Abschnitte und festeren Bänke in der Gegend von Holzmaden bedingt durch den langandauernden Abbau des Posidonienschiefers mit einer Vielzahl von Namen belegt (z. B. Tafelfleins, Seegrasschiefer, Koblenzer, Steinplatte, Wilder Stein, Falchen u. v. a. mehr), die aus der steinverarbeitenden Industrie stammen.

## Fossilführung
Die Posidonienschiefer-Formation ist weltberühmt durch die vorzüglich erhaltenen Fossilien, die vor allem in der Gegend von Holzmaden gefunden wurden. Zahlreiche Fossilfunde aus der Posidonienschiefer-Formation sind im Museum am Löwentor (Teil des Staatlichen Museums für Naturkunde Stuttgart), der Petrefaktensammlung im Museum Kloster Banz, in der Paläontologischen Sammlung der Universität Tübingen und im Urwelt-Museum Hauff ausgestellt.